# Sadów (gromada)
Sadów – dawna gromada, czyli najmniejsza jednostka podziału terytorialnego Polskiej Rzeczypospolitej Ludowej w latach 1954–1972.
Gromady, z gromadzkimi radami narodowymi (GRN) jako organami władzy najniższego stopnia na wsi, funkcjonowały od reformy reorganizującej administrację wiejską przeprowadzonej jesienią 1954 do momentu ich zniesienia z dniem 1 stycznia 1973, tym samym wypierając organizację gminną w latach 1954–1972.
Gromadę Sadów z siedzibą GRN w Sadowie utworzono – jako jedną z 8759 gromad na obszarze Polski – w powiecie lublinieckim w woj. stalinogrodzkim, na mocy uchwały nr 20/54 WRN w Stalinogrodzie z dnia 5 października 1954. W skład jednostki weszły obszary dotychczasowych gromad Harbułtowice, Rusinowice, Sadów i Wierzbie ze zniesionej gminy Sadów, w tymże powiecie. Dla gromady ustalono 23 członków gromadzkiej rady narodowej.
20 grudnia 1956 województwo stalinogrodzkie przemianowano (z powrotem) na katowickie.
Gromada przetrwała do końca 1972 roku, czyli do kolejnej reformy gminnej.